# Waukon (Iowa)
Waukon es una ciudad ubicada en el condado de Allamakee en el estado estadounidense de Iowa. En el Censo de 2010 tenía una población de 3897 habitantes y una densidad poblacional de 533,94 personas por km².

## Geografía
Waukon se encuentra ubicada en las coordenadas 43°16′7″N 91°28′40″O / 43.26861, -91.47778. Según la Oficina del Censo de los Estados Unidos, Waukon tiene una superficie total de 7.3 km², de la cual 7.3 km² corresponden a tierra firme y (0%) 0 km² es agua.

## Demografía
Según el censo de 2010, había 3897 personas residiendo en Waukon. La densidad de población era de 533,94 hab./km². De los 3897 habitantes, Waukon estaba compuesto por el 98.36% blancos, el 0.44% eran afroamericanos, el 0.05% eran amerindios, el 0.05% eran asiáticos, el 0.03% eran isleños del Pacífico, el 0.33% eran de otras razas y el 0.74% pertenecían a dos o más razas. Del total de la población el 1.39% eran hispanos o latinos de cualquier raza.